# Огсберг (тауншип, Миннесота)
Огсберг (англ. Augsburg) — тауншип в округе Маршалл, Миннесота, США. На 2000 год его население составило 98 человек.

## География
По данным Бюро переписи населения США площадь тауншипа составляет 93,7 км², из которых 93,7 км² занимает суша, водоёмов нет.

## Демография
По данным переписи населения 2000 года здесь находились 98 человек, 30 домохозяйств и 24 семьи. Плотность населения —  1,0 чел./км². На территории тауншипа расположено 39 построек со средней плотностью 0,4 построек на один квадратный километр. Расовый состав населения: 92,86 % белых, 3,06 % коренных американцев, 1,02 % азиатов и 3,06 % приходится на две или более других рас.
Из 30 домохозяйств в 40,0 % воспитывались дети до 18 лет, в 66,7 % проживали супружеские пары, в 10,0 % проживали незамужние женщины и в 20,0 % домохозяйств проживали несемейные люди. 20,0 % домохозяйств состояли из одного человека, при том 6,7 % из — одиноких пожилых людей старше 65 лет. Средний размер домохозяйства — 3,27, а семьи — 3,83 человека.
37,8 % населения младше 18 лет, 5,1 % в возрасте от 18 до 24 лет, 24,5 % от 25 до 44, 20,4 % от 45 до 64 и 12,2 % старше 65 лет. Средний возраст — 34 года. На каждые 100 женщин приходилось 145,0 мужчин. На каждые 100 женщин старше 18 приходилось 110,3 мужчин.
Средний годовой доход домохозяйства составлял 38 125 долларов, а средний годовой доход семьи —  38 750 долларов. Средний доход мужчин —  20 938  долларов, в то время как у женщин — 26 250. Доход на душу населения составил 11 206 долларов. За чертой бедности находились 26,5 % семей и 17,1 % всего населения тауншипа, из которых 5,4 % младше 18 и 60,9 % старше 65 лет.